# Palacio de España
El Palacio de España o palacio Monaldeschi es un edificio histórico italiano de estilo barroco situado en la plaza de España de Roma que alberga la sede de la Embajada de España ante la Santa Sede. 

## Historia y descripción
En 1622, el embajador de España en Roma, Íñigo Vélez de Guevara y Tassis, conde de Oñate, alquiló un pequeño palacio perteneciente a la familia Monaldeschi en la antigua "Piazza della Trinità". En 1647 el rey español Felipe IV compró el edificio por 22.000 escudos romanos de la época, para que sirviera de embajada de España. A lo largo del tiempo el edificio se fue enriqueciendo con el añadido de construcciones aledañas, constituyendo la primera embajada permanente de un país extranjero establecida en Roma. Entre 1685 y 1693 se efectuaron modificaciones a cargo de Francesco Borromini, tanto en la fachada, como en el interior, la galería de entrada, la bóveda del salón principal, el patio y la gran escalera cuadrada. A lo largo del siglo XVIII se redecoraron las estancias, incluyendo el pequeño teatro privado, en el que el dramaturgo Vittorio Alfieri representó su Antígona. 
La embajada alberga una colección de tapices gobelinos del siglo XVII que pertenecieron a la familia Borbón-Orleans procedentes del Palacio Galliera de Bolonia, con motivos romanos y bíblicos. Las paredes del comedor de gala se adornan con tres espléndidos tapices de lana y seda del siglo XVIII, originarios del Palacio Real de Madrid, que representan escenas de la vida de Telémaco, según cartones dibujados por Rubens.
Los salones cuentan con la presencia de cuadros del Museo del Prado de ilustres autores como Federico Madrazo, Vicente López, Nattier, Mengs, Mario dei Fiori. Entre las esculturas destacan dos bustos de Gian Lorenzo Bernini de 1619, "El alma beata" y "El alma condenada".
El 8 de septiembre de 1857, el papa Pío IX inauguró la columna de la Inmaculada Concepción que preside la Plaza de España en recuerdo de la definición del dogma de la Inmaculada del que España fue tenaz defensora durante siglos.

## Orígenes de la embajada
La embajada de España ante la Santa Sede es la misión diplomática permanente más antigua del mundo. Fue creada en 1480 por el rey Fernando el Católico, aunque sin esta denominación.  Su primer embajador fue Gonzalo de Beteta, caballero de la Orden de Santiago.
Ha sido sede de múltiples legaciones ibéricas ante Estados itálicos: entre 1647 y 1707 albergó las Embajadas de Castilla, Aragón y Navarra ante los Estados Pontificios; entre 1707 y 1841, las Embajadas de España y de Navarra ante los Estados Pontificios; de 1841 a 1870, la Embajada de España ante los Estados Pontificios; de 1870 a 1929, la Embajada de España ante Italia, y, entre 1929 y 1947, la Embajada de España ante Italia y el Vaticano. En la actualidad, la sede de la Embajada de España en Italia, está en la primera planta del Palacio Borghese de Roma.